# Никола Ковачевић (политичар)
Никола Ковачевић (Нудо, код Грахова, 12. децембар 1890 — Херцег Нови, 24. август 1964), учесник Балканских ратова, Првог светског рата, револуционар, друштвено-политички радник ФНРЈ и НР Црне Горе и јунак социјалистичког рада.

## Биографија
Рођен је 12. децембра 1890. године у селу Нудо, близу Грахова, код Никшића. Рођени је брат Саве Ковачевића, команданта Треће ударне дивизије НОВЈ и народног хероја Југославије. Након основне школе и ниже гимназије, Ковачевић је завршио Богословско-учитељску школу на Цетињу и једно време радио као учитељ. Учесник је Балканских ратова и Првог светског рата. Члан Комунистичке партије Југославије (КПЈ) је од 1920. године.
Учесник је Подгоричке скупштине. Године 1925. постао је секретар Обласног комитета КПЈ за Подгорицу. На Трећем конгресу КПЈ, одржаном 1926. године, изабран је за кандидата за члана Централног комитета КПЈ. По одлуци ЦК КПЈ, 1928. године емигрирао је у Совјетски Савез. Био је делегат на Шестом конгресу Коминтерне. У Москви је од 1934. године вршио разне одговорне дужности: представник КПЈ у Коминтерни, управник Југословенског сектора на Комунистичком универзитету националних мањина Запада и др.
Од 1930. до 1931. године био је члан Заграничног комитета КПЈ у Бечу и члан Политбироа ЦК КПЈ. По одлуци ЦК КПЈ и Коминтерне, 1934. године је отишао у САД, где је радио као представник КПЈ у Комунистичкој партији САД. Био је и члан Биро руководства КПЈ југословенских исељеника. У САД је живео легално, као новинар. Септембра 1937. године, када је у Америку дошао Срђан Прица, он је прешао у Канаду, где је радио исти посао, као и у САД.
За време Другог светског рата, у Канади и Америци, радио је на популаризацији Народноослободилачког покрета (НОП). По повратку у Југославију, 1945. године, постављен је за министра у Софији. Од 1948. године биран је за члана Централног комитета КПЈ и члана Централног комитета Комунистичке партије Црне Горе.
Од 6. новембра 1950. до 4. фебруара 1953. налазио се на функцији председника Президијума Народне скупштине, а од 4. фебруара до 19. децембра 1953. године на функцији председника Народне скупштине Народне Републике Црне Горе.
Умро је 24. августа 1964. године у Херцег Новом.
Његови синови Драган и Митар су били учесници НОР-а — Драган је био курир Саве Ковачевића и погинуо је заједно с њим 1943. на Сутјесци, а Митар је после рата проглашен за народног хероја Југославије. Током битке на Сутјесци, осим брата Саве и сина Драгана, погинули су и Николини отац Благоје и брат Јанко.
Одликован је Орденом јунака социјалистичког рада, Орденом народног ослобођења и другим високим југословенским одликовањима.